# Disney Channel в світі
Disney Channel, оригінально кабельним каналом тільки в США, в цьому не тільки в США, але і розповсюдилася по всьому світу.

## Список каналів Disney в світі
| Ринок | Тип                         | Раніше                       | Дата запуску                                                                                         | В інших країнах                          | Оператор        |
| --- | --------------------------- | ---------------------------- | --- | ---------------------------------------- | --------------- |
| США | канал                       | 01983-04-18 18 квітня 1983   | ні                                                                                                   | Disney CWW                               |                 |
| Тайвань | канал                       | 01995-03 березень 1995       | |                                          |                 |
| Велика Британія | канал                       | 01995-10 жовтень 1995        | Естонія Угорщина Литва Польща Мальта Словенія Словаччина Латвія Ірландія Болгарія Ісландія Фінляндія | Disney Co. Ltd. (UK/Europe)              |                 |
| Велика Британія | +1                          | Іспанія Ірландія             | | Disney Co. Ltd. (UK/Europe)              |                 |
| Велика Британія | HD                          | 2011                         | Ірландія                                                                                             | Disney Co. Ltd. (UK/Europe)              |                 |
| Австралія | канал                       | 01996-06 червень 1996        | Нова Зеландія                                                                                        |                                          |                 |
| Малайзія | канал                       | 01996-10 жовтень 1996        | |                                          |                 |
| Франція | канал                       | 01997-03 березень 1997       | Люксембург Швейцарія                                                                                 | Disney Co. France                        |                 |
| Франція | +1                          | 02002 2002                   | Бельгія                                                                                              | Disney Co. France                        |                 |
| Франція | HD                          | 02011 2011                   | | Disney Co. France                        |                 |
| Бельгія | канал                       | 02012 2012                   | | Disney Co. France                        |                 |
| [[Файл:Шаблон:Прапор Лига арабских государств\|20x13px\|Лига арабских государств]] Близький Схід і Північна Африка | канал (англомовний)         | 01997-04 апрель 1997         | [[Файл:Шаблон:Прапор Лига арабских государств\|20x13px\|Лига арабских государств]] Арабский мир      | Disney Co. Ltd.                          |                 |
| [[Файл:Шаблон:Прапор Лига арабских государств\|20x13px\|Лига арабских государств]] Близький Схід і Північна Африка | канал (арабомовний)         | 01998 1998                   | [[Файл:Шаблон:Прапор Лига арабских государств\|20x13px\|Лига арабских государств]] Арабский мир      | Disney Co. Ltd.                          |                 |
| Іспанія | Digital terrestrial channel | 01998-04 апрель 1998         | ні                                                                                                   | Management Company Television Net TV SA† |                 |
| Іспанія | +1                          |                              | ні                                                                                                   | Management Company Television Net TV SA† |                 |
| Іспанія | кабельный HD                | 2012                         | ні                                                                                                   | Management Company Television Net TV SA† |                 |
| Італія | канал                       | Осінь 01998 1998             | ні                                                                                                   | Disney Co. Italy                         |                 |
| Італія | +1                          | 02004 2004                   | ні                                                                                                   | Disney Co. Italy                         |                 |
| Італія | +2                          | 02011 2011                   | ні                                                                                                   | Disney Co. Italy                         |                 |
| Італія | HD                          | 02012 2012                   | ні                                                                                                   | Disney Co. Italy                         |                 |
| Італія | Мобільний                   |                              | ні                                                                                                   | Disney Co. Italy                         |                 |
| Італія | Disney (англомовний)        | 02008 2008                   | ні                                                                                                   | Disney Co. Italy                         |                 |
| Філіппінм | канал                       | 01998 1998                   | |                                          |                 |
| Німеччина | канал                       | 01999 1999                   | Люксембург Австрія                                                                                   | Disney Co. (Germany)                     |                 |
| Німеччина | HD                          | 02011 2011                   | Австрія                                                                                              | Disney Co. (Germany)                     |                 |
| Німеччина | канал, вещание              | Das Vierte                   | 02014-01-17 17 января 2014                                                                           | Disney Co. (Germany)                     |                 |
| Ізраїль | канал                       | Jetix                        | 02009 2009                                                                                           | ні                                       |                 |
| Латинська Америка                                                                                                  | канал                       | 02000 2000                   | |                                          |                 |
| Азія | канал                       | 02000-01 январь 2000         | Малайзія Сінгапур Бруней Філіппіни Північна Корея                                                    | The Walt Disney Company Southeast Asia   |                 |
| В'єтнам | канал                       | 02005-05 май 2005            | |                                          |                 |
| Японія | канал                       | 02003-11 ноябрь 2003         | |                                          |                 |
| Фінляндія | канал                       | 02003 2003                   | Естонія Литва                                                                                        | Disney Co. Ltd.                          |                 |
| Норвегія | канал                       | 02003 2003                   | Естонія Литва                                                                                        | Disney Co. Ltd.                          |                 |
| Данія | канал                       | 02003 2003                   | Естонія Литва                                                                                        | Disney Co. Ltd.                          |                 |
| Данія | HD                          | 2012                         | Естонія                                                                                              | Disney Co. Ltd.                          |                 |
| Гонконг | канал                       | 02004-04-02 02 квітня 2004   | Walt Disney Television International - Asia Pacific                                                  |                                          |                 |
| Таїланд | канал                       | 02005-01 січня 2005          | Walt Disney Television Intl. (Southeast Asia/Korea)                                                  |                                          |                 |
| Польща | канал                       | 02006 2006                   | Латвія                                                                                               | Disney Co. Ltd.                          |                 |
| Туреччина | канал                       | 02007 2007                   | ні                                                                                                   | Disney Co. Ltd.                          |                 |
| Росія | кабельний канал             | Jetix                        | 02010-03 березень 2010                                                                               | СНГ                                      | Disney Co. Ltd. |
| Росія | канал, мовлення             | 7ТВ                          | 02012 2012                                                                                           | JV с UTH Russia                          |                 |
| Греція | канал                       | 02009 2009                   | Disney                                                                                               |                                          |                 |
| Хорватія | канал                       | 02013 2013                   | Македонія Боснія і Герцеговина Чорногорія                                                            | Disney Co. Ltd.                          |                 |
| Сербія | канал                       | 02008-04 апрель 2008         | | Disney Co. Ltd.                          |                 |
| Болгарія | канал                       | CEE Jetix                    | 02009-09 вересень 2009                                                                               | Disney Co. Ltd.                          |                 |
| Румунія | канал                       | CEE Jetix                    | 02009-09 вересень 2009                                                                               | Болгарія                                 |                 |
| Нідерланди | канал                       | 02009 2009                   | Бельгія                                                                                              | Jetix Europe Channels B.V.               |                 |
| Чехія | канал                       | Jetix                        | 02009-09 вересень 2009                                                                               | Словаччина                               | Disney          |
| Угорщина | канал                       | Jetix                        | 02009-09 вересень 2009                                                                               | Disney Co. Ltd.                          |                 |
| Словаччина | канал                       | Jetix                        | 02009-09 вересень 2009                                                                               | Disney Co. Ltd.                          |                 |
| Словенія | канал                       | Jetix                        | 02009-09 вересень 2009                                                                               | ні                                       | Disney Co. Ltd. |
| Португалія | канал                       | Disney Co. - Portugal        | |                                          |                 |
| Індія | канал                       | 02004-12-17 17 грудня 2004   | Disney TV India                                                                                      |                                          |                 |
| ЮАР | канал                       | 02006 2006                   | Чорна Африка                                                                                         |                                          |                 |
| Корея | канал                       | 02011-04-01 01 квітня 2011   | Television Media Korea (SK Telecom 51% and Disney Channels International 49% venture)                |                                          |                 |
| Корея | HD                          | 02011-04-01 01 квітня 2011   | Television Media Korea (SK Telecom 51% and Disney Channels International 49% venture)                |                                          |                 |
| Канада (англомовний)                                                                                               | канал                       | 02015-09-01 01 свересня 2015 | Corus Entertainment                                                                                  |                                          |                 |
| Канада (франкомовний)                                                                                              | канал                       | 02015-09-01 01 свересня 2015 | Corus Entertainment                                                                                  | Télétoon Rétro                           |                 |

## Африка

### Південна Африка
Disney Channel South Africa доступний в Південній Африці. Він був відкритий 1 грудня 2000 року. 
Країни, в яких мовить Disney Channel South Africa: ПАР, Ангола, Ботсвана, Демократична республіка Конго, Гана, Кенія, Мадагаскар, Малаві, Мозамбік, Намібія, Нігерія, Танзанія, Замбія і Зімбабве.

### Західна Африка
Disney Channel Ghana and Nigeria доступний в Західній Африці. 
Країни, в яких віщає Disney Channel Ghana and Nigeria: Бенін, Буркіна-Фасо, Кабо-Верде, Кот-д'івуар, Гамбія, Гана, Гвінея, Гвінея-Бісау, Ліберія, Малі, Нігер, Нігерія, Сенегал, Сьєрра-Леоне і Того.

## Азія і Океанія
Disney Channel Asia транслюється в наступних країнах: Папуа Нова Гвінея, Індонезія, Філіппіни, Сінгапур, Таїланд, В'єтнам.
Країни Азії та Океанії, які мають власні версії Disney Channel:
- Австралія і Нова Зеландія - Disney Channel Australia
- Гонконг - Disney Channel Hong Kong
- Індія - Disney Channel India
- Японія - Disney Channel Japan
- Малайзія - Disney Channel Malaysia
- Південна Корея - Disney Channel Korea
- Тайвань - Disney Channel Taiwan

## Європа

### Нідерланди і Бельгія
Disney Channel Netherlands & Belgium був запущений 3 жовтня 2009 року. З 1 листопада того ж року канал мовить і в Бельгії

### Центральна і Східна Європа
Disney Channel Центральна і Східна Європа мовить у Центральній та Східній Європі. Замінив Jetix Central and Eastern Europe 19 вересня 2009 року.

#### Румунія
Disney Channel Romania віщає в Румунії. Замінив Jetix Romania 19 вересня 2009 року.

### Туреччина
Disney Channel (Turkey) був запущений 29 квітня 2007 року, доступно на Teledünya на каналі 169 і на Digiturk на каналі 167. Всі мультфільми, фільми та шоу дублюються на турецькому . З 1 травня 2011 року він змінив логотип.

#### Чехія
Disney Channel Czech Republic мовить у Чехії. Замінив Jetix Czech Republic 19 вересня 2009 року.

#### Хорватія
Disney Channel Croatia мовить у Хорватії. Замінив Jetix Croatia 19 вересня 2009 року.

#### Угорщина
Disney Channel Hungary мовить в Угорщині. Замінив Jetix Hungary 19 вересня 2009 року.

### Росія
Канал Disney (раніше Disney Channel Russia) почав мовлення в Росії 10 серпня 2010 року о 18:00 за російським часом показом мультфільму «У пошуках Немо».
Телеканал замінив собою канал Jetix Russia. Всупереч раніше висловленим припущенням, що канал буде представляти собою східноєвропейську версію Disney Channel з російською звуковою доріжкою, телеканал створюється спеціально для Росії. Контент телеканалу також включає в себе російські серіали і передачі. Видеодорожка також повністю адаптована для російського глядача. Наприклад, на каналі виходить блок «Узнавайка». Він являє собою російську версію «Playhouse Disney», причому для логотипу — слова «Узнавайка» підібрані той же шрифт і навіть кольору букв, що і для логотипу — слова «Playhouse» в оригінальному варіанті. Взагалі, у світі, це перша адаптація цієї назви. На цьому прикладі можна зрозуміти рівень адаптації каналу для Росії.
Припинив своє мовлення 14 Грудня 2022.

### Франція
Disney Channel France французька версія Disney Channel. Канал запущений в березні 1997 року. 

### Німеччина
Disney Channel Germany був запущений 16 жовтня 1999 року.

### Греція
Disney Channel Greece був запущений 7 листопада 2009 року.

### Ізраїль
Disney Channel Israel замінив Jetix 9 вересня 2009 року.

### Італія
Disney Channel Italy був запущений 31 жовтня 1998 року.

### Польща
Був випущений в 2006 році